# Yorikane Masumoto
Yorikane Masumoto (桝本頼兼, Masumoto Yorikane) és un buròcrata i polític japonés. Va exercir com a 25é alcalde de Kyoto des de l'any 1996 fins al 2008. També va exercir amb anterioritat com a funcionari de l'ajuntament de Kyoto.
Yorikane Masumoto va nàixer a Dairen, al Manxukuo (actualment Dalian, província de Liaoning, RPX), un 29 de gener de 1941. L'any 1945, en acabar la Segona Guerra Mundial, va ser deportat al Japó, instal·lant-se primer a la vila de Kumihama (actual Kyōtango) i posteriorment a la ciutat de Kyoto. Va cursar els seus estudis bàsics i secundaris a la ciutat de Kyoto. L'any 1963 es graduà a la facultat de dret de la Universitat Chūō de Tòquio, començant el mateix any a treballar al departament d'educació de l'ajuntament de Kyoto. L'abril de 1988, Masumoto assoleix el càrrec de subdirector d'educació i l'any 1992 arriba a ser superintendent del mateix departament. L'any 1996 deixa tots els seus càrrecs per tal de presentar-se com a candidat a les eleccions a l'alcaldia de Kyoto de 1996, les quals guanyà, convertint-se en alcalde el 25 de febrer de 1996. A l'octubre de 2007 va anunciar la seua intenció de retirar-se de la política a la fi del seu mandat i no tornar-se a presentar a les eleccions a l'alcaldia. Així, el 24 de febrer de 2008, Yorikane Masumoto va deixar de ser alcalde, sent substituït per en Daisaku Kadokawa.